# Federació Internacional d'Associacions de Productors Cinematogràfics
La Federació Internacional d'Associacions de Productors Cinematogràfics (FIAPF) (en francès:: Fédération Internationale des Associations de Producteurs de Films) és una organització internacional creada el 1933 i amb seu en París que reuneix 36 associacions de productors cinematogràfics de 30 països. El seu objectiu és representar els interessos de les associacions pel que fa a polítiques de drets d'autor, estàndard tècnics i lliberteu de comerç. A més, té per funció regular els festivals cinematogràfics de tot el món, acreditar-los i establir jerarquies de qualitat d'acord amb criteris organitzatius i tecnològics.

## Festivals de cinema acreditats per la FIAPF

### Festivals de cinema competitius ("classe A")
Els següents festivals de cinema són considerats competitius per la FIAPF:
1. Berlín (Alemanya) / Berlin International Film Festival - Berlinale
2. Canes (França) / Cannes Film Festival
3. El Caire (Egipte) / Caire International Film Festival
4. Goa (l'Índia) / International Film Festival of l'Índia
5. Karlovy Vary (República Txeca) / Karlovy Vary International Film Festival
6. Locarno (Suïssa) / Locarno International Film Festival
7. Mar del Plata (l'Argentina) / Mar del Plata International Film Festival
8. Mont-real (Canadà) / Mont-real World Film Festival
9. Roma (Itàlia) / Festa del Cinema di Roma
10. Sant Sebastià (Espanya) / Sant Sebastian International Film Festival - Zinemaldia
11. Xangai (la Xina) / Shangay International Film Festival
12. Tallinn (Estònia) / Black Nights Film Festival
13. Teheran (Iran) / Fajr International Film Festival
14. Tòquio (Japó) / Tòquio International Film Festival
15. Varsòvia (Polònia) / Warsaw Film Festival
16. Venècia (Itàlia) / Venice International Film Festival

### Festivals de cinema especialitzats
Els següents festivals són considerats competitius especialitzats:
1. Almaty (Kazakhstan) / International Film Festival - Euràsia, cinema versió original kazakh
2. Antalya (Turquia) / International Antalya Film Festival, cinema versió original turc
3. Austin (Texas, EUA) / Fantastic Fest
4. Bengaluru (Índia) / Festival Internacional de Cinema de Bengaluru
5. Busan (Corea de Sud) / Busan International Film Festival, cinema versió original idioma coreà
6. Kolkata (l'Índia) / Kolkata Film Festival, cinema versió original bengalí
7. Courmayeur (Itàlia) / Noir in Festival, cinema independent
8. Cluj (Romania) / Transilvania International Film Festival, cinema versió original romanès
9. Gijón (Espanya) / Gijon International Film Festival, cinema i televisió infantil, adolescent i juvenil
10. Kíev (Ucraïna) / Kyiv International Film Festival Molodist, cinema versió original ucraïnès
11. Kitzbühel (Àustria) / Kitzbühel Film Festival, cinema independent
12. Mumbai (Índia) / Jio MAMI Mumbai Film Festival, cinema versió original marathi
13. Santo Domingo (República Cominicada) / Festival de Cine Global Dominicano, operes primes
14. Sídney (Austràlia) / Sydney Film Festival, cinema independent
15. Sitges (Espanya) / Festival Internacional de Cinema Fantàstic, cinema fantàstic, por, ciència-ficció
16. Skopje (Macedònia del Nord) / CinEdays, per celebrar cinematografia europea i promocionar joves autors.
17. Sofia (Bulgària) / Sofia International Film Festival, cinema independent
18. Trivandrum (Índia) / International Film Festival of Kerala, cinema versió original malabar
19. Torí (Itàlia) / Torino Film Festival, cinema independent
20. València (Espanya) / Festival Cinema Jove, joves cineastes (29 anys o menys)
21. València (Espanya) / Mostra de València, cinema de la Mediterrània

### Festivals de cinema no competitius
Els següents festivals de cinema són considerats no competitius per la FIAPF:
1. Toronto (Canadà) / Toronto International Film Festival
2. Viena (Àustria) / Vienna International Film Festival - Viennale

### Festivals de cinema de curtmetratges i documentals
Els següents festivals de cinema són considerats de curtmetratges i documentals per la FIAPF:
1. Bilbao (Espanya) / Festival Internacional de Cinema Documental i Curtmetratges de Bilbao|International Festival of Documentary and Short Film of Bilbao - Zinebi
2. Cracòvia (Polònia) / Cracow Film Festival
3. Oberhausen (Alemanya) / International Short Film Festival Oberhausen
4. Tampere (Finlàndia) / Tampere Film Festival
5. Clarmont d'Alvèrnia (França) / Festival del Curtmetratge de Clermont-Ferrand

## Integrants de la FIAPF
- Alemanya: Verband Deutscher Filmproduzenten Ev, Allianz Deutscher Produzenten - Film & Fernsehen e.V.
- Argentina: Asociación General de Productores Cinematográficos, Instituto Nacional de Cine y Artes Audiovisuales
- Austràlia: Screen Producers Association of Australia - SPAA
- Àustria: Fachverband der Audiovisions und Filmindustrie
- Bèlgica: Vlaamse Onafhankelijke Film & Televisie Producenten v.z.w. (V.O.F.T.P.)
- Canadà: Canadian Film and Television Production Association
- Xina: China Filmmakers Association
- Croàcia: Croatian Producers Association (HRUP)
- Dinamarca: Danish Film and TV Producers
- Egipte: Egyptian Chamber of Cinema Industry
- Espanya: Federación de Asociaciones de Productores Audiovisuales de España (FAPAE)
- Estats Units: Independent Film & Television Alliance, Motion Pictures Association
- Estònia: Estonian National Producers Union (ERPÃ)
- Finlàndia: Suomen Elokuvatuottajien Keskusliitto (SEK)
- Països Baixos: Netherlands Association of Feature Film Producers
- Hongria: Magyar Audiovizualis Producerek Szovetsege - MAPSZ
- Índia: Film Federation of India, National Film Development Corporation Ltd.
- Iran: The Iranian Alliance of Motion Picture Guilds - Khaneh Cinema
- Islàndia: Association of Icelandic Films Producers
- Japó: Motion Picture Producers Association of Japan
- Letònia: Film Producers Association of Latvia
- Nigèria: Association of Nollywood Core Producers - ANCOP
- Noruega: Norske Film & TV Produsenters Forening
- Nova Zelanda: Screen Production and Development Association - SPADA
- Regne Unit: Producers Alliance for Cinema and Television (PACT)
- República Txeca: Audiovisual Producers' Association (APA)
- Rússia: Film Producers Guild of Russia
- Eslovàquia: Slovak Audiovisual Producers Association (SAPA)
- Suècia: Swedish Filmproducers' Associations
- Suïssa: Association Suisse des Producteurs de Films
- Turquia: Film Yapimcilari Meslek Birligi Fiyab, Sinema Eseri Yapimcilari Meslek Birligi - Se-Yap, Tesiyap Televizyon ve Sinema Film Yapimcilari Meslek Birligi
- Ucraïna: The Association of Ukrainian Producers